# Samuele Privitera
Samuele Privitera (Imperia, Italia; 4 de octubre de 2005 – Aosta, 16 de julio de 2025) fue un ciclista italiano especialista en ciclismo en ruta.

## Carrera
Inició a competir desde muy joven y progresó rápidamente en la categoría junior. En 2024 se unió al equipo Hagens Berman Jayco, equipo filial del UCI WorldTeam Team Jayco–AlUla.
Privitera destacó en la categoría sub-23, incluyendo llegar en el top 3 en el Giro Next Gen de 2024, además de participar en competiciones a nivel profesional como la Settimana Internazionale di Coppi e Bartali.

## Muerte
El 15 de julio de 2025 durante la primera etapa del Giro Ciclistico della Valle d’Aosta – Mont Blanc Privitera se estrelló cuando descendía a alta velocidad (alrededor de 70 km/h) en el poblado de Pontey en el valle de Aosta. Según reportes, había un hueco irregular en el camino, donde perdió el casco y pegó contra la base metálica. Sufrió un gran trauma en la cabeza que le provocó un ataque cardíaco.
Fue revivido en el lugar y llevado al Hospital Umberto Parini en Aosta, donde murió el 16 de julio de 2025 a los 19 años.